# Lanistes farleri
Lanistes farleri е вид коремоного от семейство Ampullariidae. Видът е световно застрашен, със статут Уязвим.

## Разпространение
Разпространен е в Танзания.